# Kasan-Kuigan (Landgemeinde)
Kasan-Kujgan (kirgisisch Казан-Куйган айыл аймагы) ist eine Landgemeinde (ajyl aimagy) im Rajon Naryn des Oblus Naryn in Kirgisistan. Sie besteht aus den beiden Dörfern Kasan-Kujgan (kirgisisch Казан-Куйган) und Kara-Üngkür (kirgisisch Кара-Үңкүр). Das Verwaltungszentrum ist das gleichnamige Dorf Kasan-Kujgan. Im Jahr 2009 hatte die Landgemeinde 1115 Einwohner. Bis 2021 wuchs die Bevölkerung auf 1261 Einwohner.
Das Dorf Kara-Üngkür liegt im Norden der Gemeinde, im Süden liegt der Verwaltungssitz Kasan-Kujgan. Südlich davon liegt die Landgemeinde On-Artscha und das Dorf Etschki-Baschy. Die wichtige Fernstraße A365 durchfährt die Landgemeinde.
| Dorf         | Einwohnerzahl (2009) | Einwohnerzahl (2021) |
| ------------ | -------------------- | -------------------- |
| Kasan-Kujgan | 1033                 | 1182                 |
| Kara-Üngkür  | 082                  | 057                  |